# Fortinbrás
Fortinbrás  /ˈfɔrtɪnbræs/ es el nombre de dos personajes ficticios menores de la tragedia Hamlet de William Shakespeare. El más notable es un príncipe heredero noruego con unas breves escenas, que pronuncia las líneas finales, en las que se presenta un futuro esperanzador para la monarquía de Dinamarca y sus súbditos. Fortinbrás es también el nombre del rey de Noruega, su padre, quien no aparece en la obra pero es mencionado por los personajes; había sido asesinado durante un duelo con el padre del protagonista, el rey Hamlet. El duelo entre ambos es descrito por Horacio en el Acto Primero, Escena Primera (I,i) de la obra.
Su nombre no es de origen noruego, sino que es un híbrido franco-inglés (fort in bras) que significa "fuerte de brazo".

## Papel en la obra
Aunque Fortinbrás sólo hace dos breves apariciones en la segunda mitad de la obra, se hace referencia a él en todo momento: El rey Claudio envía embajadores a Noruega con la esperanza de evitar su invasión, y éstos regresan con la noticia de que Fortinbrás atacará Polonia pero dejará en paz a Dinamarca. Al final -después de que todos los personajes principales, excepto Horacio, hayan muerto- entran Fortinbrás y su ejército, acompañados por embajadores de Inglaterra que han venido a anunciar que las supuestas órdenes de Claudio de ejecutar a Rosencrantz y Guildenstern se han cumplido. Con el trono de Dinamarca vacante, Fortinbrás será coronado como gobernante. Esto puede ser una alusión a la situación política de la época: en el momento en que se escribió la obra, Dinamarca y Noruega estaban unidas bajo una sola corona; además, la propia Inglaterra iba a ser gobernada por el rey Jacobo I de Inglaterra y VI de Escocia, que reclamaba el trono en virtud de su parentesco con Isabel I (la obra se escribió antes de la muerte de Isabel I).
Fortinbrás también sirve de paralelo a Hamlet en muchos aspectos: al igual que éste, está motivado en gran medida por la muerte de su padre, cuyo nombre también lleva (como Hamlet el suyo), y ambos ejercen de príncipes de sus respectivos países. En otros aspectos, Fortinbrás sirve de contrapeso a Hamlet: mientras que el príncipe danés es pausado y dado a largos soliloquios, el noruego es impulsivo y acalorado, decidido a vengar a su padre asesinado a cualquier precio.
Fortinbrás ordena que el príncipe Hamlet reciba un funeral de soldado, describiéndolo como "que, de haber sido puesto, habría resultado de lo más regio".

## Adaptaciones a la pantalla
Hamlet, con una duración de unas cuatro horas, rara vez se representa en su totalidad. En consecuencia, a veces se omite el papel de Fortinbrás, como ocurrió en la película de 1948 protagonizada por Laurence Olivier,  en la de 1969 protagonizada por Nicol Williamson y en la de 1990 protagonizada por Mel Gibson. Sin embargo, se incluyó en la película muda alemana Hamlet de 1921 dirigida por Svend Gade y Heinz Schall e interpretada por Fritz Achterberg, en la reposición de Broadway de 1964, que luego se filmó como Hamlet de Richard Burton, en la producción televisiva de Shakespeare de la BBC de 1980 protagonizada por Derek Jacobi, en la película de 1996 protagonizada por Kenneth Branagh y en la de 2000 protagonizada por Ethan Hawke, aunque en la de 2000 es un enemigo de los negocios. En estas películas fue interpretado por Michael Ebert, Ian Charleson, Rufus Sewell y Casey Affleck, respectivamente.
Fortinbrás también aparece en el Hamlet televisivo de la BBC de 1964, protagonizado por Christopher Plummer, y aquí fue interpretado por Donald Sutherland, en el que fue su primer papel importante.

## Otras adaptaciones escénicas
Fortinbrás es el protagonista de la obra de teatro Fortinbras, de Lee Blessing. La trama de Fortinbras sigue la de Hamlet; la primera escena es la muerte de Hamlet en el texto original de Shakespeare. El resto de la obra se desarrolla en un inglés vernáculo y moderno. Los principales personajes de Hamlet aparecen como fantasmas en esta secuela.